# Narva BK
Narva BK är en boxningsklubb från Stockholm. Klubben bildades den 29 januari 1930 på ett konditori som låg på Skeppargatan 45. Numera har man sina lokaler på Frejgatan 32 A.